# Dressleria fragrans
Dressleria fragrans är en orkidéart som beskrevs av Dodson. Dressleria fragrans ingår i släktet Dressleria och familjen orkidéer.
Artens utbredningsområde är Ecuador. Inga underarter finns listade i Catalogue of Life.